# Cruz Verde, Ayahualulco
Cruz Verde är en ort i Mexiko.   Den ligger i kommunen Ayahualulco och delstaten Veracruz, i den sydöstra delen av landet, 210 km öster om huvudstaden Mexico City. Cruz Verde ligger 2 212 meter över havet och antalet invånare är 176.
Terrängen runt Cruz Verde är kuperad åt nordväst, men åt sydost är den bergig. Runt Cruz Verde är det ganska tätbefolkat, med 166 invånare per kvadratkilometer. Närmaste större samhälle är Ixhuacán de los Reyes, 3,2 km sydost om Cruz Verde. Omgivningarna runt Cruz Verde är en mosaik av jordbruksmark och naturlig växtlighet.